# Parafia Nawiedzenia Najświętszej Maryi Panny w Grochowcach
Parafia Nawiedzenia Najświętszej Maryi Panny w Grochowcach – parafia rzymskokatolicka znajdująca się w archidiecezji przemyskiej, w dekanacie Kalwaria Pacławska.

## Historia
Grochowce zostały założone w 1323 roku. Od 1447 roku wieś stała się własnością dziedziców Grochowskich. W 1867 roku ks. Józef Ziemiański przy wsparciu fundacji hrabiny Weisenwolffowej ze Stadnickich, zbudował drewniany kościół filialny. W 1887 roku ks. Józef Ziemiański ufundował ziemię pod ochronkę dla dzieci, która następnie została zbudowana i przybyły siostry Służebniczki starowiejskie.
W 1912 roku została utworzona ekspozytura, a duchowni z katedry przemyskiej odprawiali msze święte w miejscowej cerkwi. W 1914 roku zbudowano drewniany kościół i murowaną plebanię z fundacji hrabiny Anny Konarskiej i baronów Anny i Aleksandra De Lego. W 1914 roku po wybuchu I wojny światowej zabudowania wiejskie, kościół i plebania zostały zniszczone.
W 1928 roku powstał komitet budowy kościoła na czele z baronową Anną De Lagi i kierowniczką szkoły siostrą Klarą Kisiorówną. W 1932 roku dekretem bpa Anatola Nowaka została erygowana parafia pw. Nawiedzenia Najświętszej Maryi Panny, z wydzielonego terytorium parafii Przemyśl-Katedra i parafii Niżankowice. Obecny murowany kościół został zbudowany, według projektu arch. inż. Orlewskiego i w 1935 roku poświęcony.
W 2010 roku w kościele został zainstalowany zabytkowy ołtarz
Na terenie parafii jest 1 560 wiernych (w tym: Grochowce – 713, Kniażyce – 392, Koniuszki – 52, Witoszyńce – 405).
Proboszczowie parafii:
1932–1937. ks. Jan Karnasiewicz.
1937–1984. ks. Michał Kędra.
1984–1988. ks. Wojciech Cholewa.
1988–2001. ks. Jan Łojek.
2001–2006. ks. Zygmunt Balawender.
2006–2018. ks. Zbigniew Szewczyk.
2018–nadal ks. Robert Adamski.

## Kościoły filialne
- Kniażyce – W latach 1924–1925, dziedzic Jan Gwalbert Pawlikowski zbudował drewniany kościół dla polskich osadników. W latach 2004–2007 zbudowano murowany kościół, który 15 sierpnia 2007 roku został poświęcony pw. Wniebowzięcia Najświętszej Maryi panny[12].
- Witoszyńce – W 1913 roku z budowano murowany kościół. W 1916 roku wymieniono zniszczony podczas wojny dach i wykończono kościół. W 1932 roku wieś stała się filią parafii w Grochowcach[13].

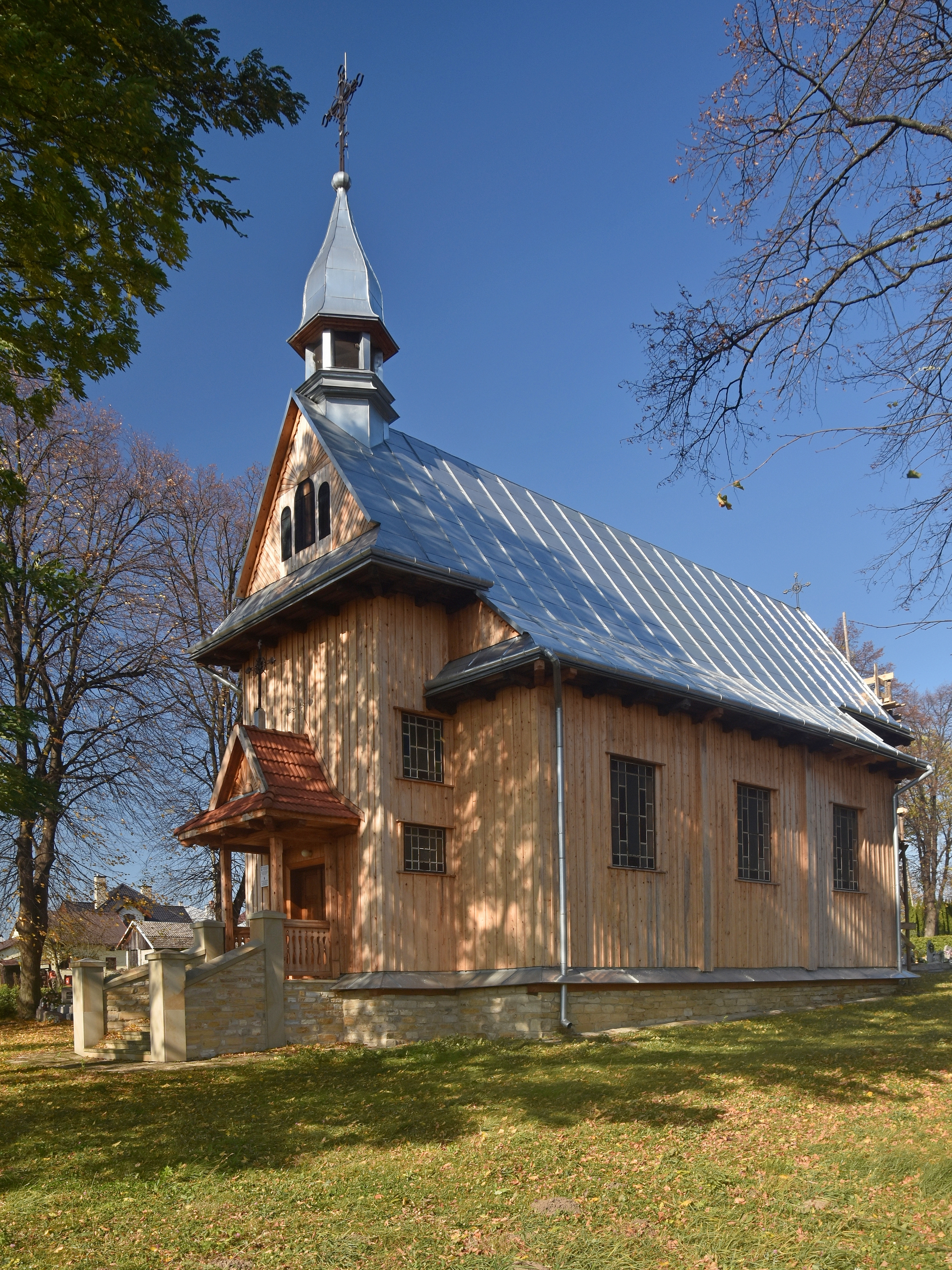
Zabytkowy kościół w Kniażycach

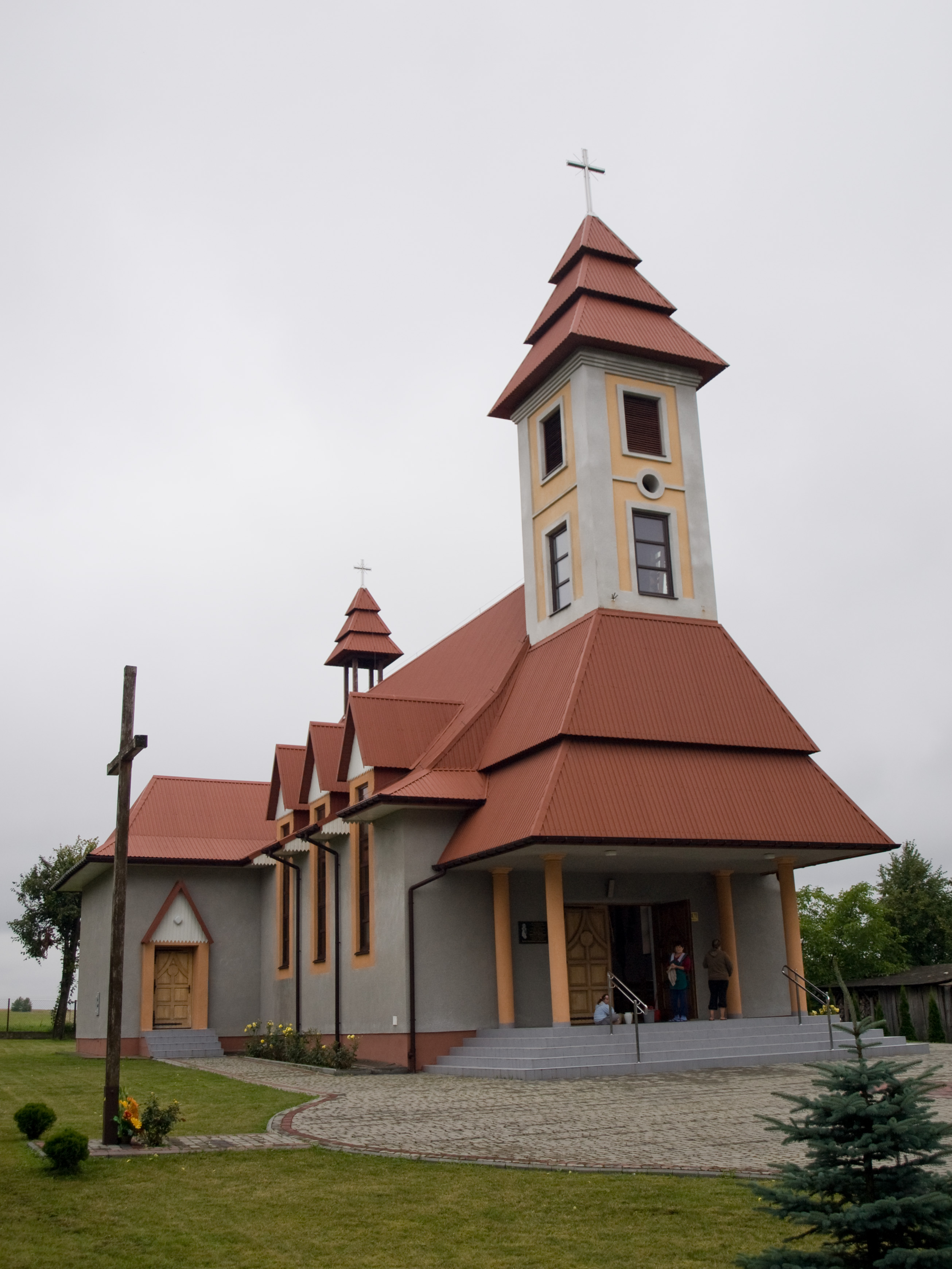
Nowy kościół filialny w Kniażycach